# Neoantistea hidalgoensis
Espèce
Neoantistea hidalgoensis est une espèce d'araignées aranéomorphes de la famille des Hahniidae.

## Distribution
Cette espèce est endémique d'Hidalgo au Mexique,.

## Description
La femelle holotype mesure 2,71 mm.

## Étymologie
Son nom d'espèce, composé de hidalgo et du suffixe latin -ensis, « qui vit dans, qui habite », lui a été donné en référence au lieu de sa découverte, l'État de Hidalgo.

## Publication originale
- Opell & Beatty, 1976 : The Nearctic Hahniidae (Arachnida: Araneae). Bulletin of the Museum of Comparative Zoology, vol. 147, no 9, p. 393-433 (texte intégral).